# Бирюки (Білоцерківський район)
Бирюки́ — село в Рокитнянській селищній громаді Білоцерківського району Київської області України. Населення становить 657 осіб.

## Географія
На мальовничих схилах правого берега річки Рось, притоки Дніпра, за 15 км на південний схід від Білої Церкви, занурившись у вишневі та яблуневі сади, розкинулося на пагорбах невелике, але гарне село Бирюки.
З півдня, заходу і півночі Бирюки межують з селами Білоцерківського району: Поправкою, Клочками, Томилівкою та Чепеліївкою. Межі між селами Клочки та Бирюки практично немає. Лише місцеві мешканці можуть сказати де двір бирюківський, а де клочківський. Зі сходу до Бирюків прилягає село Пугачівка, яке з 1953 року входить до Бирюківської сільської ради. Між цими селами межі практично немає. Лише дорожні вказівники показують де одне село закінчується, а інше починається

## Корисні копалини
Бирюківські землі багаті на різні будівельні матеріали: глину, пісок, граніт. На луках на лівому березі річки Рось залягають родовища торфу. Нині розробки торфу не ведуться.

## Історія села
Про походження села в книзі «Сказание о населенных местностях Киевской губернии» надруковане видавництвом Києво-Печерської лаври в 1864 році, Л.Похилевич дає таку історичну довідку: 
|  | Бирюки – татарское слово, обозначающее волка. Название села наводит на предположение об основании этого села в период татарского владычества. В летописях под 1125 годом упоминание о соединении половцев при Бирюче и Броне, но не расследовано можно ли Бирюч и Бирюки признавать за название одной местности |

.
Зараз, коли пройшли століття, важко встановити час виникнення села. Одне лише можна з впевненістю сказати, історія Бирюків сягає сивого минулого.
На місці теперішнього села в різні часи було чимале поселення очевидно міського типу, що вказує на знаходження на цьому місті давнього городища (городище — невелике місто). Свідченням про городище Бирюче, про яке згадує літописець, є на берегах Росі та в городах рештки цеглин, черепків та різних речей домашнього вжитку, а також монети княжих часів, які досить часто виорюються або знаходяться внаслідок руйнування берегів річкою Рось.
На території села в давні часи водились дикі бики, тури, рештки яких знайдено в кручі над Россю. Туровий ріг довжиною більше метра, на якому помітні сліди обробки його людиною, довгий час зберігався в школі. Про те, що тут колись було значне поселення, а можливо й монастир, свідчать різні речі побутового та церковного вжитку, вириті при копанні канав та оранці, зокрема посуд, величезний залізний замок вагою кілька кілограмів, давні монети і навіть срібні зливки та багато інших речей.
Як зазначається в згаданій книзі Л.Похилевича за даними візитів свого роду ревізій за 1740—1746 рр. в Бирюках в 1740 р. налічувалося 26 дворів і 200 жителів, а через 100 років у середині 19-го століття населення зросло до 801 чоловіка. В цих же візитах згадується Бирюківська церква, яка побудована в 1723 р. Цей дерев'яний Храм Божий щасливо простояв на Бирюківській землі майже два століття. Але в 1913 році громада села вирішила, що старенька церківка має бути розібраною, а на її місці треба збудувати нову дерев'яну церкву. На жаль, ця церква не збереглася. Споруду, яку побудували майстри дерев'яного зодчества з Півночі Росії було вперше закрито в період колективізації та гоніння на Церкву. Після приходу німців церкву знову відкрили. Але під час другої хвилі боротьби комуністів з православною вірою, за доби несамовитого безбожника та сталінського посіпаки Микити Хрущова, церкву в селі Бирюки закрили знову.
Метричні книги, клірові відомості, сповідні розписи церкви св. Миколая с. Бирюки XVIII ст. — Білоцерківської округи Київського нам., з 1797 р. Васильківського пов. Київської губ.; XIX ст.- Острівської волості Васильківського пов. Київської губ. зберігаються в ЦДІАК України http://cdiak.archives.gov.ua/baza_geog_pok/church/byry_002.xml [Архівовано 11 грудня 2018 у Wayback Machine.]
Але повернімося до старих часів… У 18 столітті село Бирюки, як і вся Правобережна Україна, опинилося під владою Речі Посполитої, а в 1790 р. польський сейм віддав Білоцерківське староство 115 сіл, міст, хуторів з 37455 кріпаками магнатові Ксаверію Браницькому. Звісно не всі мешканці сіл Бирюки та Пугачівка потрапили до кріпацького рабства. Були серед них, так звані, росьові козаки, яких боялися закріпачувати. Після скасування кріпосного права 1861 році граф Браницький здав Бирюківські землі в оренду Станіславу Косацькому. Його економія існувала аж до 1918 року.
Станом на 1885 рік у колишньому власницькому селі Острівської волості Васильківського повіту Київської губернії мешкало 868 осіб, налічувалось 115 дворових господарств, існували православна церква, школа та 2 постоялих будинки.
За переписом 1897 року кількість мешканців зросла до 1405 осіб (684 чоловічої статі та 721 — жіночої), з яких 1361 — православної віри.
Революційні події початку 20-го століття, процеси українського державотворення 1917—1918 рр., російсько-українські війни безумовно відбивались на життя селян. Політика 1920—1930 рр. тодішнього керівництва згубно відбились і на становищі селян. Так в 1928 р. виник ТСОЗ, який проте швидко і розпався. В 1929 р. в селі виникли 2 колгоспи: «Червона нива» — голова Ничипір Артемович Мусієнко і «Червона садиба» на чолі з Іларієм Якимовичем Єрмоленко. В 1930 р. обидва колгоспи об'єднались в "Третій вирішальний", який очолив Онисько Кузьмович Пащенко. Створивши колгоспи, держава встановила над ними всеохопний контроль. Першою їх заповіддю були поставки державі. Це і привело до трагічних сторінок в історії нашої країни. Голодомор 1932—1933 років не забарився. У цього злочину перед людяністю є конкретні виконавці… Керівництво колгоспу в особі Ничипора Мусієнка та Іларія Єрмоленка разом з сільськими комбєдівцями нещадно грабували селян, забираючи останні продукти харчування, що призвело до трагічної загибелі сотень мешканців села Бирюки. В результаті пошукової роботи юних краєзнавців Бирюківської середньої школи вдалось дослідити ці трагічні роки і виявити, що близько 800 жителів сіл Бирюки та Пугачівка забрав голодомор. В пам'ять загиблим під час Голодомору в 1993 р. встановлено пам'ятні знаки на цвинтарях Бирюків та Пугачівки на місцях найбільших братських поховань.
Великими випробуваннями для села стали 1941—1945 рр., коли мирна праця людей була перервана війною з німцями. В перші дні війни більше 200 бирючан пішло захищати рідну землю. 147 з них не повернулися з війни. Нацистами село було зайнято в липні 1941 р. Гітлерівці грабували місцеве населення, відбирали худобу, свиней, відновили колгосп, але вже на своїй ідеологічній основі, назвавши його громгоспом. Великого горя зазнали родини тих молодих людей, яких німці повідправляли на роботу до Німеччини. Але, задля справедливості слід зазначити, що основних руйнацій завдали селам Бирюки та Пугачівка не німці, а спецзагін НКВС, який а в селі Пугачівці зруйнував млин, що був збудований ще в 1909 році графинею Браницькою.
Шостого січня 1944 р. гітлерівців було вигнано з села, село було відбудовано десь за два з половиною роки. Пишаються бирючани своїм односельцем Прасоловим Михайлом Васильовичем, який в 1944 року в боях при форсуванні Дніпра, особливо відзначився та був нагороджений посмертно званням Героя Радянського Союзу.
В грудні 1950 р. бирюківський колгосп «Третій вирішальний» об'єднався з артіллю «Червона Рось» села Пугачівки в один колгосп «Зоря комунізму». А в 1993 р. рішенням колгоспних зборів колгосп було перейменовано в СП «Рось».

## Населення
Згідно з переписом УРСР 1989 року чисельність наявного населення села становила 801 особа, з яких 327 чоловіків та 474 жінки.
За переписом населення України 2001 року в селі мешкало 650 осіб.

### Мова
Розподіл населення за рідною мовою за даними перепису 2001 року:
| Мова       | Відсоток |
| ---------- | -------- |
| українська | 98,78 %  |
| російська  | 1,07 %   |
| білоруська | 0,15 %   |

## Освіта
В 1962 р. була відкрита середня школа. За часи свого існування вона дала освіту більше 5 тисячам громадян. В 1955 році школа була нагороджена малою золотою медаллю і грамотою за успіхи в роботі. В 1956 році малою срібною медаллю і грамотою, а в 1957 році малою бронзовою медаллю і грамотою. В школі протягом десятиліть працювали прекрасні педагоги-майстри своєї справи. Варто згадати таких педагогів як вчителі молодших класів Яценко Ївга Панасівна, Корж Марія Никонівна, Розпутня Євдокія Михайлівна, Стеблянко Віра Олексіївна, вчитель математики Однорог Марко Федорович, вчителька російської мови та літератури Піхота Ольга Нестерівна, вчителька української мови та літератури Дишлюк Катерина Пилипівна, вчитель математики Михайлюк Андрій Петрович, вчитель хімії та біології Щербина Олексій Сазонтович, відмінник народної освіти Тищенко Василь Борисович що працював довгий час директором школи та вчителем історії. відмінник народної освіти вчитель фізичного виховання Лученко Микола Антонович, чий педагогічний стаж сягає 50 років, вчитель фізики та астрономії Самелюк Петро Васильович та вчителька російської мови та літератури Шумська Зоя Олександрівна. Всі вище названі педагоги в різні часи працювали в Бирюківській середній школі, але незмінними були їх майстерність та вимогливість до себе та учнів.
Школа пишається своїми випускниками, які після її закінчення стали науковими працівниками: Дяченко Леонід Сидорович — був директором науково-дослідного інституту та довгий час працював в заповіднику «Асканія Нова», нині працює професором Білоцерківського Агро Університету та Павленком Вячеславом Васильовичем, науковим працівником НДІ Садівництва. Єрмоленко Федір Маркіянович — полковник медичної служби, заслужений лікар РФ, кандидат медичних наук. Закінчив Ленінградську військово-медичну академію, служив головним неврологом і начальником неврологічного центру Центрального клінічного госпіталю ім. А. А. Вишневського, нині працює в госпіталі консультантом-неврологом. Випускник 1975 року Пащенко Василь Володимирович закінчив Ленінградську військову академію зв'язку, кандидат технічних наук, полковник. Випускник Пащенко Леонід Корнійович — лікар-хірург Рокитнянської районної лікарні, закінчив Вінницький медінститут, а Пащенко Василь Півонович — полковник-командир військової частини, закінчив вищу академію генерального штабу імені Фрунзе в Москві та багато інших.
Найпродуктивніше Бирюківська СШ працювала в 70-80 роки XX століття. Щороку кілька її випускників вступали до вищих навчальних закладів. Особливо врожайним на студентів, а згодом випускників ВУЗів став випуск 1977 року. Галина Кашуба, Іван Лінченко, Віра Павленко, Віктор Павленко та Анатолій Пащенко здобули вищу освіту.
Цікавим явищем в історії Бирюківської СШ є її випускники брати Лученки: Федір, Володимир, Микола та Сергій. Всі вони були відмінниками та після закінчення школи отримали вищу освіту. Наймолодший Сергій став ще й кандидатом технічних наук.

## Культура
Мешканці села Бирюки завжди відзначалися своєю співучістю. В 20 роки XX століття в селі діяв чудовий церковний хор. Чудовим тенором був Лазор Тищенко, а його друг Гапон Пащенко відзначався гарним бас-баритоном. Крім церковного хору, окрасою села був аматорський драматичний театр, у якому ставилися п'єси української класичної драматургії та п'єси тогочасних драматургів. Діяльність аматорського театру мала широкий розголос серед місцевого селянства і на його постановки приїздили мешканці навколишніх сіл та містечок. Багато бирючан вміло грати на струнних та духових інструментах. Популярною були гітара, мандоліна та балалайка. Троїсті музики також сперечались за першість бути запрошеними на весілля чи хрестини. На жаль, культурне життя занепало після Голодомору. І лише в 50 роки культурне життя в селі почало відроджуватися.
Цьому сприяла діяльність на посаді завідувача сільським клубом Миколи Антоновича Лученка, який закінчив Київський культосвітній технікум за фахом керівник хору та організатор культурно-масових заходів. За його оруди аматорські хор та танцювальний ансамбль став справжньою окрасою Рокитнянського району, неодноразово перемагавши на оглядах художньої самодіяльності в районі та області.
З переходом М. А. Лученка на педагогічну роботу в середню школу центр культурного життя села перемістився до неї. Більш ніж десять років в середній школі села Бирюки проходили концерти художньої самодіяльності, у яких виступали учні віком від семи до сімнадцяти років. Спів, танці, художнє читання стали візитівкою Бирюківської СШ в Рокитнянському районі.
В 1977 році в селі було побудовано Будинок Культури, де були відкриті гуртки художньої самодіяльності. В наступні роки тут було організовано вокально-інструментальний ансамбль та оркестр духових інструментів.
Сьогоденним внеском в українську культуру можна вважати діяльність молодого митця Святослави Лученко, яка має бирюківське родинне коріння та навчалася близько року в Бирюківській середній школі в підлітковому віці. Святослава двічі закінчила Національну Музичну Академію за класом бандури та вокалу під керівництвом Професора Баштана та доцента Новицького та за класом симфонічного та оперного диригування під керівництвом професора Аліна Власенка. Вона э лауреатом Всеукраїнських інструментальних та вокальних конкурсів та дипломантом міжнародних диригентських конкурсів. Маючи чудове меццо-сопрано, Святослава Лученко поєднує диригентську діяльність з вокальними та інструментальними концертами. Крім того, її знають як чудову поетку, яка вже встигла опублікувати три збірки поезії: «Безвітрильний Корабель», «Лінія Життя» та «Голос Мовчання».

## Спорт
Бирюківська середня школа була завжди осередком фізичної культури та спорту, відомим не тільки в Рокитнянському районі, але і в області. Особливих досягнень бирюківські спортсмени здобули в таких видах спорту як: лижні гонки, велоспорт, класична та вільна боротьба, футбол, гандбол та шахи. Саме Бирюки були опорним селом для поповнення збірної району з лижних гонок, велосипедного спорту та боротьби.
З 1974 по 1980 рік на базі Бирюківської СШ було відкрито філіал Рокитнянської ДЮСШ під керівництвом вчителя фізичної культури та тренера з лижних гонок та велоспорту, відмінника народної освіти УРСР Миколи Антоновича Лученка. Його учні ставали переможцями та призерами першості району та області та регулярно брали участь в першостях України з лижних гонок серед учнів ДЮСШ.
А такі учні як Рудік Ольга, Пащенко Юрій, Лугова Галина та Лінченко Іван стали згодом вчителями фізичної культури та тренерами, отримавши вищу освіту в царині фізичної культури та спорту.
Нині спортивною гордістю села є Інна Григоренко, майстер спорту з лижних гонок, член юніорської збірної України.

## Сьогодення
На даний час територія Бирюківської сільської ради займає площу майже 3000 гектарів. До неї входять два населених пункти: Бирюки з чисельністю населення 601 чоловік та Пугачівка — з чисельністю населення 326 чоловік. Всього по сільській раді нараховується 727 дворів.
На підвідомчій території сільської ради функціонує Бирюківське НВО «ЗОШ І-ІІст.- дитячий садок», два фельдшерсько-акушерських пункти, сільська бібліотека, будинок культури, два продуктових магазини та один торговий павільйон.
При залученні підприємств та сільської громади вдалося повністю вирішити газифікацію сіл Бирюки та Пугачівка. В селі Бирюки збудовано капітальний міст через річку Рось, який дав можливість прокласти газопровід, переганяти худобу на випас, заготівлю сіна, проїзд до електропотягів та відкрити піщаний кар'єр.
Порожні приміщення промислового та господарського магазинів реконструйовано під Свято-Миколаївську церкву. Збудована нова котельня для опалення приміщення школи. Обгороджена капітальним парканом територія, де розміщений центр села, а саме: будинок культури, дитячий садок «Дзвіночок», школа, церква, ФАП, пошта, а також територія двох кладовищ і ФАП с. Пугачівки. В селі Бирюки збудовано цех з виробництва хлібобулочних виробів та млиновий комплекс.
Починаючи з 2003 року виконком сільської ради працює над будівництвом доріг по вулицях наших населених пунктів, загальна протяжність яких становить 15 кілометрів. У 2007 році вдалося асфальтувати дві вулиці протяжністю три кілометри та провести підсипку вулиць щебенем і гран відсівом протяжністю 11 кілометрів.
Виконком сільської ради постійно працює над створенням нових підприємств та забезпечення робочими місцями жителів сіл Бирюки, Пугачівка. Так на підвідомчій території сільської ради працює піщаний кар'єр (директор ПП «Надра-сервіс» Москаленко В. О.), який дає щомісячне поповнення коштів до місцевого бюджету сільської ради та вирішення багатьох життєвих питань наших населених пунктів.
Недобудоване приміщення будинку побуту в 2009 році було реконструйовано під цех виробництва напівфабрикатів, який дав можливість забезпечити робочими місцями близько 30 чоловік.
Після занепаду сільськогосподарського підприємства СТОВ «Рось» та оголошення його банкрутом, сільська рада та особисто її Голова Володимир Бублик змушені вирішувати проблеми оформлення майнових паїв та на базі невикористовуваних приміщень створення нових підприємств, з метою забезпечення робочими місцями жителів сіл та поповнення місцевого бюджету.
Так за активного сприяння сільського Голови були створені: підприємство з виробництва піноблоків (п/п Швень В. В.), деревообробна майстерня(п/п Геращенко С. М.), ферма з вирощування овець (п/п Шевченко Р. В.), та на стадії оформлення цех з вирощування декоративних рослин (п/п Ошийко Є. В.), цегельний завод (директор ТОВ «Торговий дім Магна» Москаленко П. О.). У 2009 році запрацював цех з виробництва альтернативного палива (брикети), продукція якого експортується до Іспанії та Португалії. Це дає змогу забезпечити робочими місцями близько 50 чоловік.
На території сіл укладено договори оренди на земельні ділянки сімома орендарями, які вчасно розраховуються з орендодавцями та сплачують податок і орендну плату до місцевого бюджету. У зв'язку з цим місцевий бюджет Бирюківської сільської ради у 2009 році щомісячно виконується більше як на 110 відсотків.
В селах Бирюки та Пугачівка працюють чотири працівники соціальної допомоги, які обслуговують 48 одиноких літніх громадян. В будинку культури с. Бирюки працює художня самодіяльність, драматичний гурток(директор будинку культури Ткаченко Н. М.)
В сільській бібліотеці під керівництвом завідувачки сільської бібліотеки Бублик З. Г., функціонує гурток «Умілі руки», де діти ліплять з пластиліну різні фігурки, створюють різні аплікації. Під керівництвом вчителя Лисенка М. В. вже багато років діє гурток «Зеленого туризму», який займає призові місця як на районних, так і на обласних змаганнях. В селі Бирюки є діюча футбольна команда.
У 2009 році виконком сільської ради проведено освітлення вулиць сіл Бирюки та Пугачівка та виготовлена проектна документація на будівництво доріг з твердим покриттям та волейбольного майданчика.
Силами молоді села проведено ремонт спортивного залу, де створено волейбольні команди і щодня відвідують цей заклад до 30 осіб.
За багаторічну сумлінну працю, особистий внесок у розвиток місцевого самоврядування, вирішення його проблем, працівники сільської ради неодноразово нагороджувались почесними грамотами і цінними подарунками як на районному так і обласному рівні.
Успіх вирішення всіх питань на селі залежить від постійної клопіткої роботи виконкому сільської ради, депутатського активу, підприємців різної форми власності, сільської громади, райдержадміністрації та районної ради.

## Прізвища корінних жителів
Прізвища корінних мешканців села Бирюки, перші згадки про які зафіксовані на початку та в середині 17 століття є:
Вітряк, Геращенко, Дяченко, Кононець, Куленко, Лученко, Мусієнко, Нехай, Пащенко, Розпутній, Рубленко, Тищенко, Ямбур, Клименко

## Генотип та Фенотип корінних мешканців села
Вивчаючи фенотип корінних мешканців сіл Бирюки та Пугачівка антропологи помітили цікаву деталь: у багатьох селян яскраво помітні риси, характерні для германських народів: «дашки» верхніх повік, блакитні очі, світле хвилясте волосся, широкувата талія у жінок. Вибіркова ДНК-експертиза показала присутність так званого «ґену вікінга» у жителів села Бирюки. Де взялися ці яскраві ознаки германських народів у мешканців Надросся? Важко сказати напевне, але якщо врахувати що на цих теренах відбувалися бої між ост-ґотами та автохтонами, які завершилися перемогою перших та більш ніж 300 літнє їхнє панування на території нинішньої України, включно з Північним Причорномор'ям та Кримом, то виникає гіпотеза про подальше ослов'янення ост-ґотів, які з тих чи інших причин не мігрували, а залишилися та асимілювали.